# 카미노스 크루사도스
《카미노스 크루사도스》(스페인어: Camino cruzados)은 1994년 방영된 멕시코의 텔레노벨라이다.